# Departamento de Chimaltenango
Departamento de Chimaltenango är ett departement i Guatemala. Det ligger i den sydvästra delen av landet, 40 km väster om huvudstaden Guatemala City. Antalet invånare är 666 938. Arean är 1 979 kvadratkilometer.
Terrängen i Departamento de Chimaltenango är huvudsakligen bergig, men den allra närmaste omgivningen är kuperad.
Departamento de Chimaltenango delas in i:

1. Municipio de Zaragoza
2. Municipio de Yepocapa
3. Municipio de Tecpán Guatemala
4. Municipio de Santa Cruz Balanyá
5. Municipio de Santa Apolonia
6. Municipio de San Martín Jilotepeque
7. Municipio de San José Poaquil
8. Municipio de San Andrés Itzapa
9. Municipio de Pochuta
10. Municipio de Patzún
11. Municipio de Patzicía
12. Municipio de Parramos
13. Municipio de El Tejar
14. Municipio de San Juan Comalapa
15. Municipio de Chimaltenango
16. Municipio de Acatenango

Följande samhällen finns i Departamento de Chimaltenango:

- Tecpán Guatemala
- Patzún
- San Andrés Itzapa
- El Tejar
- San Martín Jilotepeque
- Parramos
- Yepocapa
- San José Poaquil
- Pochuta
- Santa Apolonia